# Luna de enfrente
Luna de enfrente (1925) es el segundo libro de poemas del escritor argentino Jorge Luis Borges, que contiene las siguientes poesías: 
Calle con almacén rosado, Al horizonte de un suburbio, Amorosa anticipación, Una despedida, El general Quiroga va en coche al muere, Jactancia de quietud, Montevideo, Manuscrito hallado en un libro de Joseph Conrad, Singladura, Dakar, La promisión en alta mar, Dulcia linquimus arva, Casi juicio final, Mi vida entera, Último sol en Villa Luro, Para una calle del Oeste, y Versos de catorce. El poemario en su versión original contiene 44 páginas y al igual que Fervor de Buenos Aires (1923), tuvo una tirada de trescientos ejemplares.
Al igual que su anterior poemario, Luna de Enfrenta representa algunos paisijismo bonaerense de los años veinte, agregándole, a diferencia de este, paisajes extranjeros y anacrónicos. En la reedición crítica de 1969, Borges añadió un prólogo y, al igual que sus otros dos poemarios de la misma década, sufrieron modificaciones en su contenido.
En este libro el autor usó argentinismos, como explica Borges en el prólogo de 1969.